# Battaglia di Modena (193 a.C.)
La battaglia di Modena o di Mutina(193 a.C.) fu combattuta fra la Repubblica romana ed i Boi nei pressi della città di Modena. In questo scontro l'esercito dei Boi fu sopraffatto e sconfitto completamente, ma anche quello dei Romani subì ingenti perdite.

## Contesto storico
Il console Lucio Cornelio Merula condusse le legioni nel territorio dei Boi, mentre questi non opponevano resistenza ai saccheggi ed alle devastazioni effettuate dall'esercito romano non volendo affrontarli in campo aperto, ma aspettando invece l'occasione propizia per un'imboscata. Mentre il console guidava le sue truppe verso Modena, lo seguirono e di notte, superando il campo romano, occuparono una forra che costituiva un passaggio necessario per i Romani, ma, non agendo abbastanza in silenzio, i Romani si accorsero di un tal movimento, ed il console, decise di far levare il campo a giorno fatto, sebbene non fosse sua abitudine. Questo per evitare che la notte accrescesse il timore dei soldati in caso di agguato. Come ulteriore precauzione, di giorno mandò in avanscoperta dei cavalieri, che lo informarono riguardo al numero dei nemici che avrebbe dovuto affrontare. Prima della battaglia fece ammucchiare i bagagli ponendo a loro difesa i triari, poi mosse con il resto dell'esercito. I galli fecero lo stesso vedendo che l'agguato era stato scoperto e che avrebbero dovuto combattere in campo aperto.

## Battaglia
Lo scontro iniziò all'ora II (le sette del mattino). L'ala sinistra degli ausiliari e le truppe scelte degli alleati combattevano in prima linea, le comandavano i legati consolari Marco Marcello e Tiberio Sempronio, console l'anno precedente. Il console allora in carica andava ora in prima linea, ora a trattenere le legioni dietro che volevano combattere, affinché non muovessero prima del suo segnale. Ordinò ai tribuni militari Quinto e Publio Minucio di portare fuori dallo schieramento in luogo aperto il cavalieri delle legioni, di là, al suo segnale, avrebbero dovuto attaccare. Mentre proferiva questi ordini gli giunse un messo a dirgli che gli ausiliari stavano cedendo, ed a pregarlo di mandare a sostegno una legione. Le truppe ausiliarie furono sostituite dalla seconda legione, mentre l'ala sinistra alleata fu sostituita dalla destra; in tal modo lo scontro si riaccese, date le truppe fresche in gioco. Inoltre il sole, molto caldo quel giorno, bruciava la pelle dei Boi, poco resistente al calore; essendo però questi in ranghi serrati, sopportavano gli assalti dei romani appoggiandosi ora gli uni agli altri, ora agli scudi. Come il console Merula si accorse di questa precarietà nell'esercito nemico, ordinò a Caio Livio Salnore, comandante della cavalleria ausiliaria, di scompaginare lo schieramento nemico lanciando i cavalieri al galoppo, tenendo in riserva la cavalleria delle legioni. Questa potente ondata scompose i Boi, senza però volgerli in fuga. I loro comandanti infatti colpivano con le lance la schiena dei timorosi, costringendoli a tornare nei ranghi, ma ciò era impedito dai cavalieri alleati ai romani, che cavalcavano nel mezzo dello schieramento. Il console scongiurava i soldati di fare un ultimo sforzo per la vittoria, che ormai era nelle loro mani: se i nemici fossero riusciti a ricomporsi, avrebbero dovuto riprendere un combattimento con esito incerto. Quindi ordinò ai suoi uomini di incalzare i nemici con fervore ed agli alfieri di portare avanti le insegne. Così fece ripiegare il nemico contro il quale, messo in fuga, furono scatenati i cavalieri delle legioni.

## Conseguenze
Secondo Tito Livio, fra i Boi furono uccisi 14 000 uomini, catturati 1 092 soldati, 721 cavalieri e 3 generali, con 212 insegne e 73 carri. Fra i Romani invece persero la vita 5 000 soldati, 23 centurioni, 4 comandanti ausiliari ed i tribuni della seconda legione Marco Genucio e Quinto e Marco Marcio.